# Average energy not supplied
Average energy not supplied, AENS, är ett mått på genomsnittlig icke levererad energi per kund. AENS är ett tillförlitlighetsindex som används för elkraftsystem och har oftast enheten kWh per abonnent. AENS = ENS dividerat med antalet kunder i systemet. Indexet kan både användas för att beräkna historiska händelser eller för att simulera framtida scenarier (exempelvis jämföra olika investeringsalternativ).